# Jürgen Colombo
Jürgen Colombo (Zielona Góra, 2 settembre 1949) è un ex pistard tedesco.

## Palmarès

### Olimpiadi
- 1 medaglia[1]:
  - 1 oro (Monaco di Baviera 1972 nell'inseguimento a squadre)